# Festival de la bande dessinée francophone de Québec
Pour les articles homonymes, voir Festival de la bande dessinée.

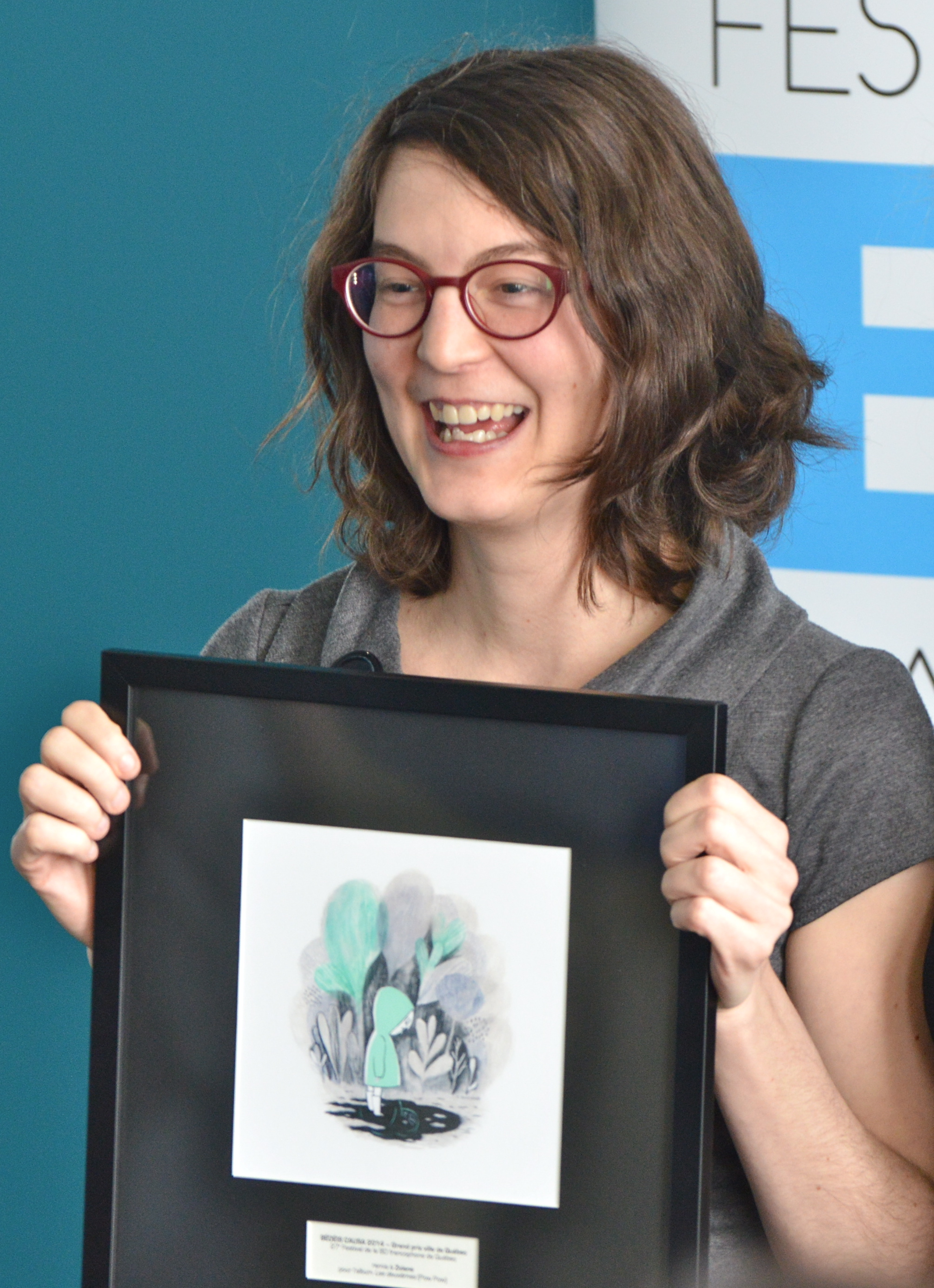
Zviane reçoit le Grand prix de la Ville de Québec 2014, lors du Festival de la bande dessinée francophone de Québec 2014.

Le Festival de la bande dessinée francophone de Québec (FBDFQ) nouvellement prénommé Festival Québec BD, est un festival de bande dessinée qui se déroule chaque printemps à Québec, au Canada. Créé en 1988, c'est le festival de bande dessinée le plus ancien au Canada et le plus important au Québec.

## Historique
Le Festival de la bande dessinée francophone de Québec (FBDFQ) est né en 1988, de l’initiative de Sonia Gagnon et de Réal Fillion, un collectionneur et connaisseur en la matière. L’association entre Fillion et Gagnon a permis de créer à Québec, dans un centre commercial de la région, un premier événement grand public dédié au 9e art.
Le Festival de la bande dessinée francophone de Québec est organisé habituellement au mois d'avril. Les meilleurs auteurs québécois et étrangers se voient décerner les Prix Bédéis causa chaque année.
En plus d’accueillir certains auteurs connus de la bande dessinée européenne, le FBDFQ a toujours réservé une place de choix aux auteurs québécois.
Des expositionsont été présentées à l’occasion du FBDFQ. Elles ont eu lieu dans des endroits comme l’Observatoire de la capitale, le Musée de la civilisation, l'Hôtel de ville de Québec, la Bibliothèque Gabrielle-Roy et la Galerie Rouje. Les visiteurs ont pu y voir, entre autres, des planches originales, des sérigraphies et des livres rares.
De plus, un volet animation s'est développé au fil : animations jeunesse, rencontres d’auteurs, ateliers de création, dessins en direct, tables rondes et remise des prix Bédéis Causa. 
Depuis quelques années, le FBDFQ a mis en place des partenariats avec certains organismes européens associés à la bande dessinée et a développé certains projets avec deux importants festivals de France, Quai des Bulles à Saint-Malo et le Festival international de la bande dessinée d'Angoulême.
En 2005, après avoir présenté pendant plusieurs années le centre de son événement dans des centres commerciaux de Québec (treize ans à Place Fleur-de-Lys et quatre ans à Place Laurier), le FBDFQ a réalisé une transition de ses activités vers le Centre des congrès de Québec, à l’occasion du Salon international du livre de Québec (SILQ). Depuis, le festival étend ses activités en collaborant avec de nouveaux partenaires, dont l’Institut Canadien, le Cercle et le Musée de la civilisation.
Le FBDFQ change de nom en février 2018 et s'appelle désormais le Festival Québec BD.

## Auteurs invités
Au fil des ans, le FBDFQ a permis de faire découvrir des auteurs de BD locaux et internationaux aux Québécois.

### Auteurs internationaux
| - François Craenhals ; - Dany ; - Philippe Druillet ; - Fred ; - Jean Giraud (Moebius) - Gotlib ; | - Michel Greg ; - Régis Loisel ; - Frank Margerin ; - Jean-Claude Mézières ; - Morris ; - Roba ; | - Jean-Claude Servais ; - Jacques Tardi ; - Didier Tarquin ; - Tibet ; |

### Auteurs québécois
| - Éric Allard ; - Line Arsenault ; - Marc Auger ; - Jimmy Beaulieu ; - Paul Bordeleau ; - Marc Chouinard ; - André-Philippe Côté ; - Salvador Dallaire ; - Delaf (Marc Delafontaine) ; - Tristan Demers ; - Djief (Jean-François Bergeron) ; | - Pierre Drysdale ; - Dubuc (Maryse Dubuc) ; - Jean-Paul Eid ; - Michel Falardeau ; - Mira Falardeau ; - Serge Gaboury ; - Gag (André Gagnon) ; - Philippe Girard ; - Denis Goulet ; - Benoît Joly ; - Jacques Lamontagne ; | - François PH Lapointe ; - Mario Malouin ; - Marc Pageau ; - Raymond Parent ; - Julien Poitras ; - Prouche (Pierre Larouche) ; - Michel Rabagliati ; - Louis Rémillard ; - Yves Rodier ; - Rémy Simard ; - Leif Tande (Éric Asselin) ; |

## Éditeurs présents
Principaux éditeurs de BD québécois présents au FBDFQ : 
- Les 400 coups ; (label Rotor, label Mécanique générale)
- La Pastèque ;
- Éditions du Québécois (voir Le Québécois);
- Fichtre ! ;
- le magazine Safarir ;
- Front Froid.

## Relations du FBDFQ avec la France
Le FBDFQ conduit certains projets en relation avec le Centre national de la bande dessinée et de l'image et le festival Quai des Bulles de Saint-Malo. En janvier 2006, Thomas-Louis Côté, nouveau directeur du FBDFQ s’est rendu au Festival d’Angoulême « pour bâtir un réseau de contacts auprès des éditeurs et auteurs français ».

## Autres rendez-vous de la BD au Québec
- Rendez-vous International de la bande dessinée de Gatineau , dans le cadre du Salon du livre de l'Outaouais, en octobre.
- Zootropie, à la librairie Jiix Saguenay–Lac-Saint-Jean

#### Sources
(avril 2015).
- Interview de Thomas-Louis Côté, directeur du FBDFQ sur le site Bédéka consacré à la bande dessinée québécoise.
- « Délégation québécoise au Festival de la BD d'Angoulême », communiqué de l’Office franco-québécois pour la jeunesse.
- « Un pas de plus pour le Festival de BD de Québec », article de Le Bédénaute paru sur le site Actua BD le 2 mars 2005.
- « Le Festival de BD de Québec sur le point de déménager ? », article de Le Bédénaute paru sur le site Actua BD le 1er décembre 2004.
- « Souligner le 25e anniversaire du Festival de la bande dessinée francophone de Québec », M. André Drolet, député, Journal des débats de l'Assemblée nationale du Québec, le 5 avril 2012 - Vol. 42 N° 93.